# Parastactobia
Parastactobia är ett släkte av nattsländor. Parastactobia ingår i familjen smånattsländor.
Kladogram enligt Catalogue of Life:
| Parastactobia | \| \| Parastactobia kumiskucinga \| \| \| \| \| \| Parastactobia talakalahena \| \| \| \| |
|               | \| \| Parastactobia kumiskucinga \| \| \| \| \| \| Parastactobia talakalahena \| \| \| \| |
|               | Parastactobia kumiskucinga                                                                |
|               |                                                                                           |
|               | Parastactobia talakalahena                                                                |
|               |                                                                                           |